# キムラタン
株式会社キムラタン（Kimuratan Corporation）は、兵庫県神戸市中央区に本社を置く、主にベビー服・子供服を中心に扱うアパレルメーカーである。一時期IT関連事業にも進出していたが撤退している。
社名は創業者の木村坦の名に因むものである。

## 沿革
- 1948年5月 - 木村坦商店を設立。
- 1964年12月 - 株式会社に改組。木村坦商店の業務を継承。
- 1974年8月 - 大阪証券取引所第2部に株式上場。
- 1984年7月 - 大阪証券取引所第1部に指定替え。
- 2004年 - IT関連事業に参入。
- 2005年
  - 9月 - 中国（天津市）に現地法人「利覇来科（天津）電子有限公司」設立。
  - 12月 - オプト株式会社を子会社化。
- 2007年
  - 1月 - 日本初の本格的ママ向け携帯SNS「ママサー」を展開。
  - 2月 - 株式会社ゼイヴェルとの共同出資による新会社ママメディア（子会社）設立。
  - 3月 - キムラタンBaby&Kidsオンラインショップ Yahoo!ショッピング店がオープン。
  - 4月 - 公式通販サイトがオープン。
  - 9月 - モバイル版オリジナルオンラインストアがオープン。
  - 12月 - オプト株式会社の保有全株式を売却。現地法人・利覇来科（天津）電子有限公司の閉鎖を決議。
- 2008年
  - 2月 - 子会社であるママメディアの整理を決議。
  - 4月 - IT関連事業からの撤退を決議
  - 8月 - 愛情設計ブランドオンラインショップ「愛情設計.com」をオープン。
- 2010年3月 - 株式会社キムラタンリテール設立。
- 2012年10月 - 中国（上海市）に現地法人「上海可夢楽旦商貿有限公司」設立。
- 2013年7月 - 大阪証券取引所と東京証券取引所との現物株市場統合に伴い、東京証券取引所第1部に指定替え。
- 2022年
  - 1月 -  「BOBSON（ボブソン）」の店名を「mixage bis（ミクサージュビズ）」に改称
  - 4月 - 和泉商事有限会社(大阪府堺市。不動産会社)をM&Aで取得。子会社化 [1]
  - 9月 - 中国（上海市）の現地法人「上海可夢楽旦商貿有限公司」を会社清算し、中国から撤退 [2]
  - 9月 - 和泉商事有限会社を「株式会社キムラタンエステート」に改称。キムラタンエステート本社を大阪府堺市から大阪市北区に移転 [3]
  - 11月 - キムラタン本社を神戸市中央区加納町から神戸市中央区京町へ移転 [4]

## 子会社
- 保育園事業
  - キムラタン保育園（神戸市）1ヶ所、フジオひまわり保育園（大阪市）3ヶ所。計4ヶ所の保育園を運営 [5]

## IT関連事業
現在は撤退
- AV（オーディオビジュアル）
  - DVD内蔵15インチ薄型液晶テレビ
  - 32インチ薄型液晶テレビ
  - 地デジ対応テレビ
- BC（バッテリーチャージャー）
  - 急速充電器
- セキュリティ
  - 360度広角カメラ（監視・防犯カメラシステム、TV会議など）